# 奈良大学附属幼稚園
奈良大学附属幼稚園(ならだいがくふぞくようちえん)は、奈良県奈良市に所在する私立幼稚園。

## 概要

### 教育方針
奈良大学附属幼稚園では、次の4つの教育方針を掲げている。
- 自分で考え工夫するたくましい子に育てます。
- のびのびと自分を実現できる子に育てます。
- 社会のルールを身につけた協調性のある子に育てます。
- 優しく思いやりのある子に育てます。